# Zevenburgse Vlakte

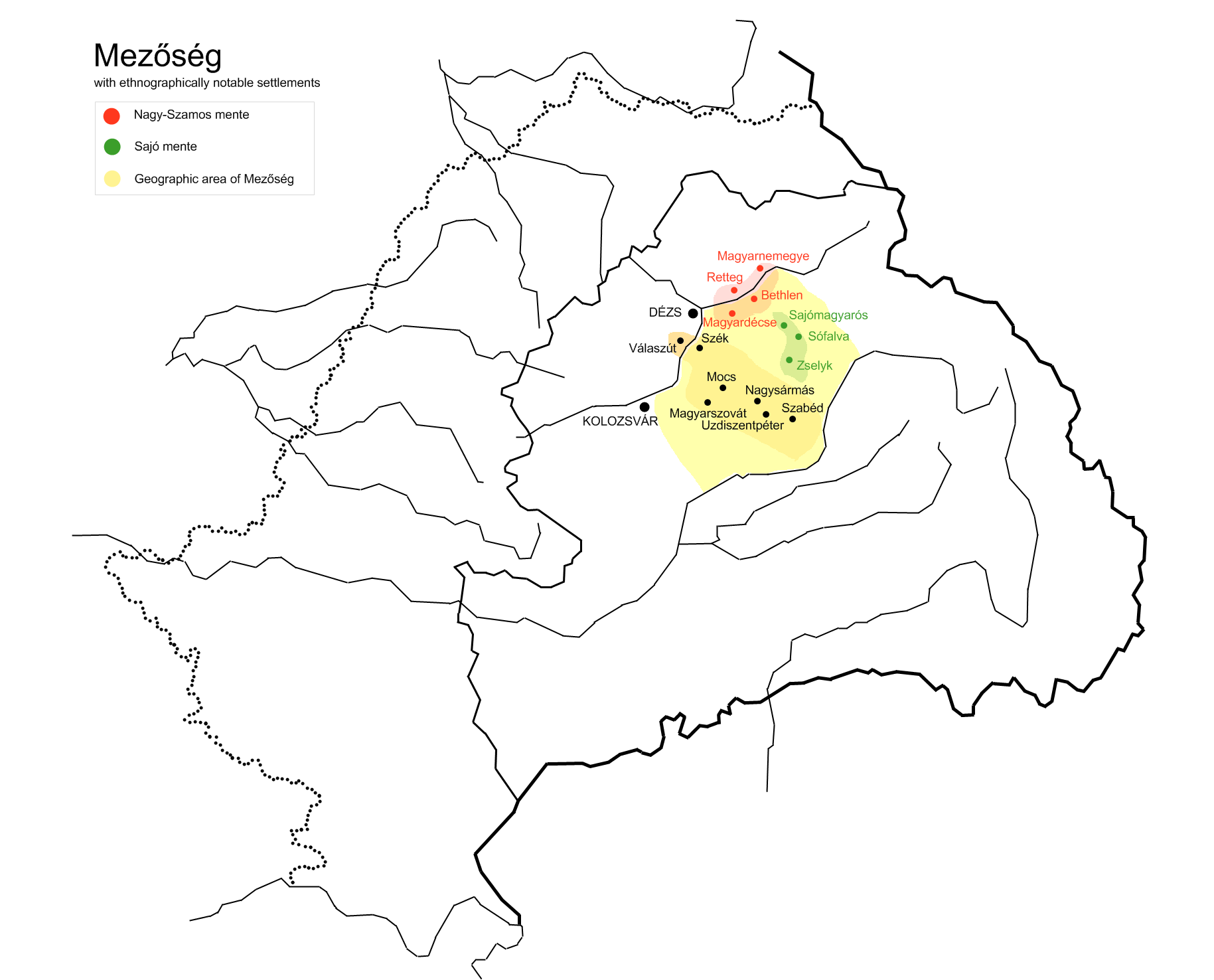
locatie van de Transsylvanische Vlakte in Transsylvanië (Roemenië)

De Transsylvaanse Vlakte of Zevenburgse Vlakte (Roemeens: Câmpia Transilvaniei, Hongaars: Mezőség) is een etnografisch gebied in Transsylvanië waar de Hongaarse minderheid meer dan een derde van de bevolking uitmaakt. Van dorp tot dorp komen Roemeense en Hongaarse gemeenschappen door elkaar heen voor. In totaal wonen er een kleine 65.000 mensen waarvan 33.024 Roemenen (52%) en 22.665 Hongaren (35,7%).

## Geografie
Het gebied ligt tussen de rivieren de Mureș en de Someș.
Het gebied is te verdelen in een heuvelachtig gebied in het noordoosten en een laagvlakte in het zuiden en westen. Het gebied maakt deel uit van het district Cluj, het District Bistrița-Năsăud en het district Mures. De belangrijkste plaatsen zijn Sic, een voormalig zoutmijnstadje, en de gemeenten Branistea, Căianu, Ceuașu de Câmpie, Chiochiș, Miceștii de Câmpie, Fizeșu Gherlii, Matei, Mica (Cluj), Mociu, Nușeni, Jucu, Band, Buza, Pălatca, Sânpetru de Câmpie, Sărmașu, Suatu, Șincai, Uriu, en Unguraș.

## Bevolking
Volgens de volkstelling van 2011 was de bevolking van het deel van de streek in het district Bistrița-Năsăud als volgt:
| Gemeente           | Totaal | Roemenen | Hongaren |
| ------------------ | ------ | -------- | -------- |
| Branistea          | 3.047  | 1.124    | 1.897    |
| Chiochis           | 3.086  | 2.225    | 725      |
| Miceștii de Câmpie | 1.086  | 793      | 234      |
| Nuseni             | 3.037  | 2.228    | 741      |
| Uriu               | 3.208  | 2.321    | 675      |
| Matei              | 2.563  | 1.321    | 1.041    |
| Totaal             | 16.028 | 10.012   | 5.313    |

Er wonen dus 5.313 Hongaren in het deel van de streek in het district Bistrița-Năsăud die 33% van de bevolking vormen.
In het deel dat in het district Cluj ligt is de bevolkingssamenstelling als volgt:
| Gemeente       | Totaal | Roemenen | Hongaren |
| -------------- | ------ | -------- | -------- |
| Caianu         | 2.355  | 1.369    | 854      |
| Buza           | 1.264  | 604      | 583      |
| Fizeșu Gherlii | 2.564  | 1.484    | 535      |
| Jucu           | 4.270  | 3.598    | 496      |
| Mociu          | 3.313  | 2.263    | 501      |
| Palatca        | 1.218  | 764      | 283      |
| Sic            | 2.459  | 88       | 2.306    |
| Suatu          | 1.737  | 688      | 873      |
| Unguraș        | 2.777  | 992      | 1.707    |
| Totaal         | 21.957 | 11.850   | 8.102    |

In het district Cluj is het aandeel van de Hongaren in de streek 36,9%, ruim een derde dus.
In het district Mureș ligt het oostelijkste deel van de Mezőség. Hier is de bevolking als volgt samengesteld:
| Gemeente         | Totaal | Roemenen | Hongaren |
| ---------------- | ------ | -------- | -------- |
| Band             | 6.446  | 2.392    | 2.161    |
| Ceuașu de Câmpie | 5.964  | 2.547    | 2.624    |
| Mica (Mureș)     | 4.539  | 787      | 2.378    |
| Papiu Ilarian    | 963    | 402      | 548      |
| Sarmasu          | 6.942  | 4.549    | 1.504    |
| Sincai           | 1.622  | 887      | 583      |
| Totaal           | 26.476 | 11.564   | 9.798    |

In Mureș zijn de Hongaren met 9.798 personen ruim een derde van de bevolking (37%).
In de drie districten samen vormt de Mezőség een regio met 63.498 inwoners. De Hongaren zijn met 22.665 inwoners een groep die meer dan een derde van de bevolking (35,7%) vormen.
De Roemenen vormen met 33.024 personen 52% van de bevolking. Met name de Roma vormen een derde groep in het gebied.

## Dorpen

### Westelijke regio (Cluj)
- Daroţ/Daróc 	23 inwoners, 	21 Hongaren (100%)
- Sic/Szék 	2 459 inwoners, 	2 306 Hongaren 	(95,8%)
- Unguraş/Bálványosváralja 	1 816 inwoners, 	1 635 Hongaren	(90,6%)
- Vaida-Cămăraş /Vajdakamarás 811 inwoners, 	716 Hongaren (90,6%)
- Dâmburile/Kincstáritanya 	79 inwoners, 	62 Hongaren	(86,1%)
- Chesău/Mezőkeszü 	384 inwoners, 	285 Hongaren 	(75,2%)
- Vişea /Visa 	563 inwoners, 	416 Hongaren (75%)
- Suatu 	/Magyarszovát 	1 308 inwoners, 	769 Hongaren	(59,9%)
- Lacu / Feketelak 326 inwoners, 171 Hongaren (52,4%)
- Sicfa /	Székfa 	10 inwonersm 	5 Hongaren 	(50%)
- Buza /Búza 	1 115 inwoners,	522 Hongaren	(47,9%)
- Turmaşi 	/Tormásdűlő 	56 inwoners, 	26 Hongaren 	(47,3%)
- Rotunda 	/Keresztesvölgy 	149 inwoners,  	61 Hongaren	(41,2%)
- Fizeşu Gherlii 	/Ördöngösfüzes 	1 316 inwoners, 	529 Hongaren	(42,8%)
- Feldioara 	/Melegföldvár 	565 inwoners, 	215 Hongaren	(39%)
- Pălatca 	/Magyarpalatka 	735 inwoners, 	259 Hongaren	(37,6%)
- Cojocna 	/Kolozs 	2 354 inwoners, 	640 Hongaren	(29,6%)
- Puini / Kispulyon 121 inwoners, 26 Hongaren (21,5%)
- Bonţida 	/Bonchida 	2 979 inwoners, 	542 Hongaren	(18,8%)

### Oostelijke regio (Mures)
- Moruţ /	Marocháza 	95 inwoners, waarvan 	54 Hongaren 	(56,8%)
- Sarmaşu 	/ Nagysármás 	3 546 inwoners, waarvan 	1 290 Hongaren	(37,6%)
- Larga / Lárga 	68 inwoners, waarvan 21 Hongaren (31,8%)
- Tonciu / Tancs 954 inwoners, waarvan 206 Hongaren (21,6%)
- Tuşinu / Tuson 591 inwoners, waarvan 81 Hongaren (13,7%)
- Logig / Ludvég 434 inwoners, waarvan 50 Hongaren (11,5%)
- Miheşu de Câmpie / Mezőméhes 1539 inwoners, waarvan 157 Hongaren (10,2%)
- Ulieş / Nagyölyves 534 inwoners, waarvan 51 Hongaren (9,6%)
- Sânpetru de Câmpie / Uzdiszentpéter 1131 108 (9,6%)
- Zau de Câmpie / Mezőzáh 2393 inwoners, waarvan 213 Hongaren (8,9%)

## Religie
De Hongaarse minderheid in het gebied behoort over het algemeen tot de Hongaarse Gereformeerde Kerk. De Roemenen daarentegen behoren vrijwel allemaal tot de Roemeens-orthodoxe Kerk.

## Afbeeldingen

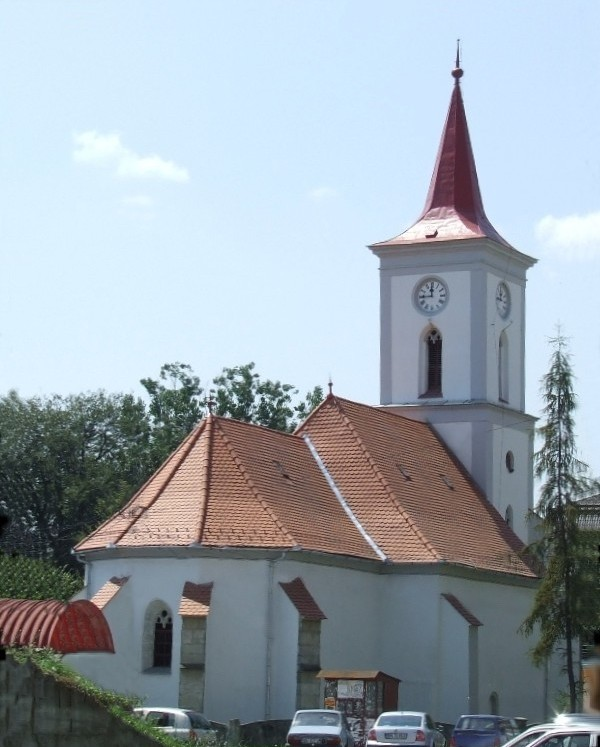
Hervormde Kerk van Beclean
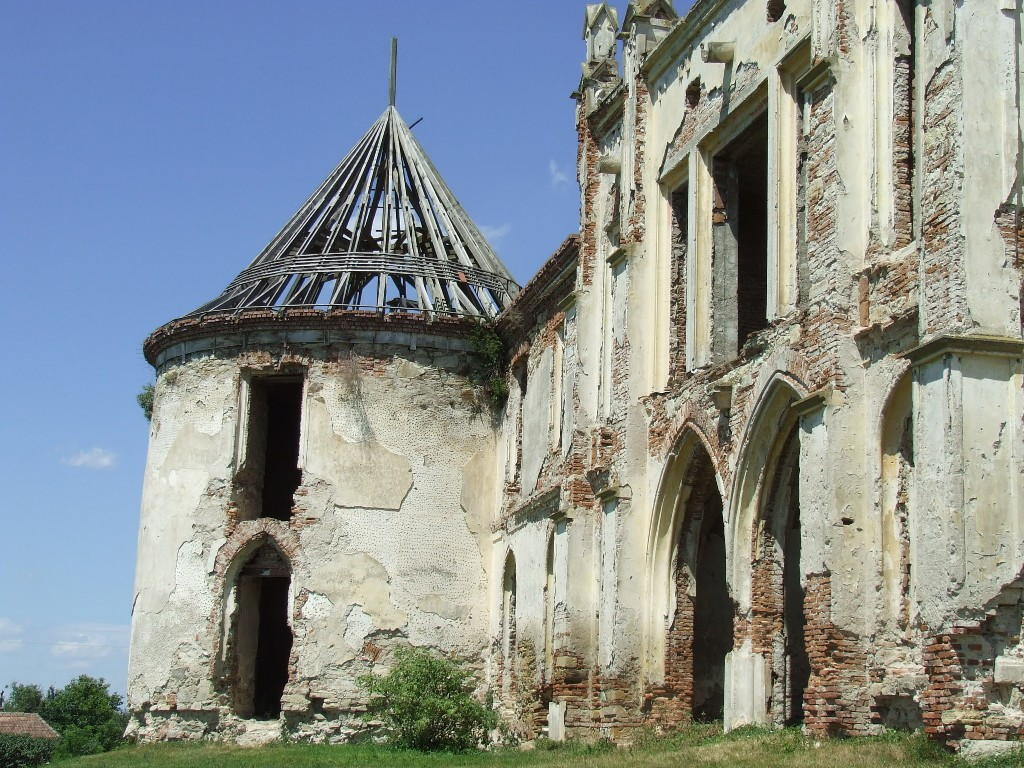
Kasteel Bánffy in Bonțida
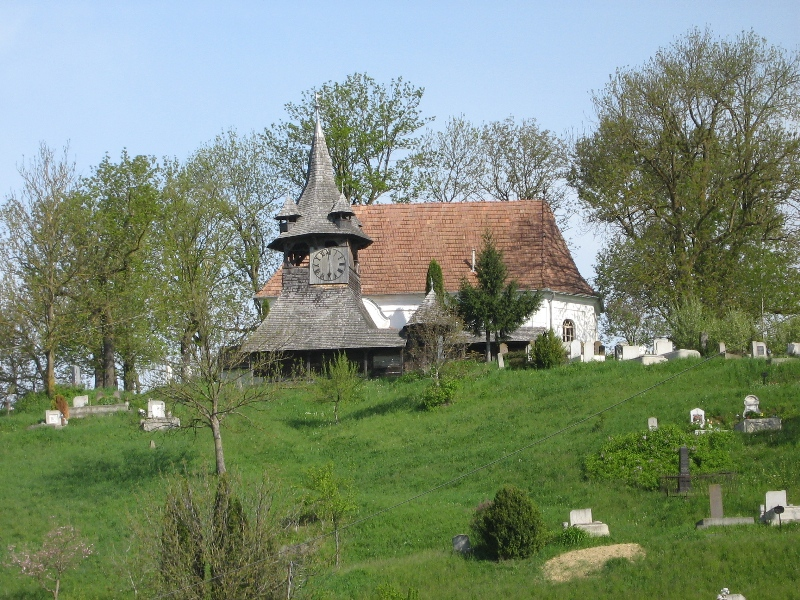
Ceuaşu de Câmpie Hongaars Gereformeerde Kerk
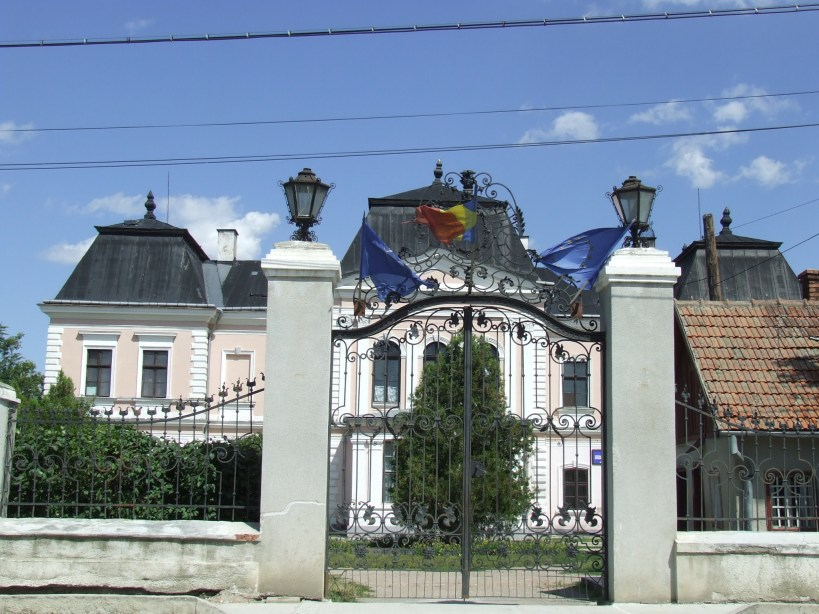
Kasteel Rascruci Bánffy
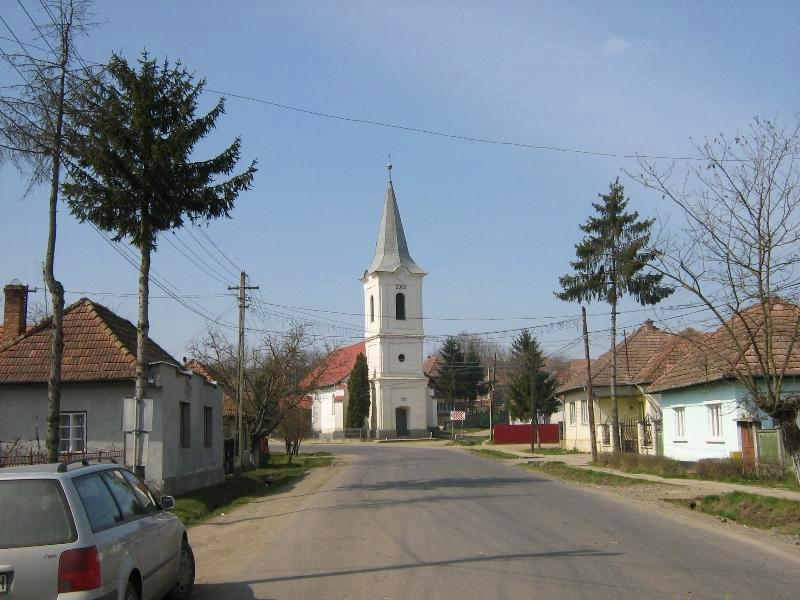
Câmpeniţa Hongaars Gereformeerde Kerk
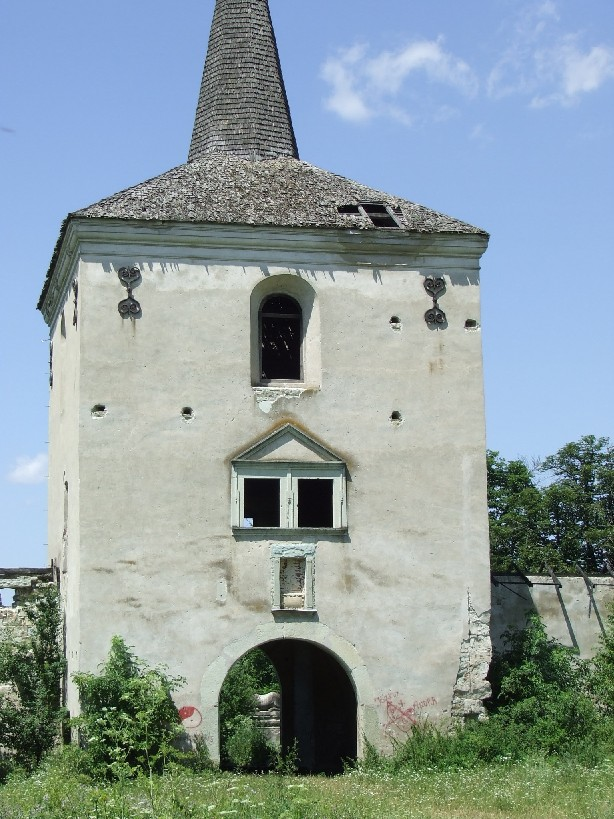
Kornis kasteel in Manastirea (gemeente Mica), Cluj
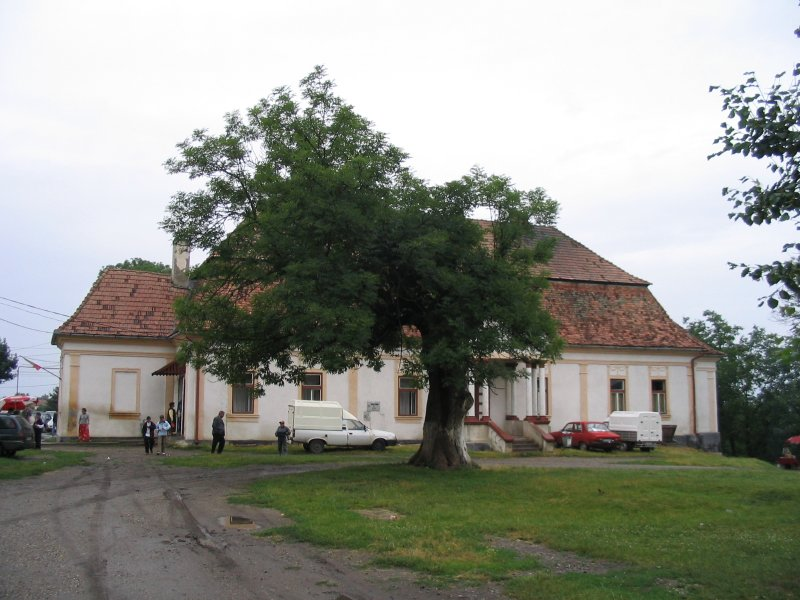
Voivodeni kasteel